# Otto Henggeler
Otto Henggeler (* 15. September 1877 in Unterägeri; † 31. Dezember 1947 ebenda; katholisch, heimatberechtigt in Unterägeri) war ein Schweizer Politiker (FDP).

## Biografie
Otto Henggeler wurde am 15. September 1877 in Unterägeri als Sohn des Zuger Kantonsrats und Prokuristen der Spinnerei Neuägeri Carl Henggeler geboren. Henggeler besuchte zunächst die Handelsschule in Zug, bevor er in Neuenburg und Wädenswil eine Weiterbildung zum Bankkaufmann abschloss.
In der Folge war Otto Henggeler zuerst als Buchhalter in Mailand und Waldkirch, daran anschliessend von 1907 bis etwa 1913 als Bankverwalter in Unterägeri, zuletzt für die Bank für Handel und Industrie Zug-Zürich beschäftigt, bis diese nach zwielichtigen Geschäften teilweise liquidiert wurde. Daneben gehörte Henggeler von 1919 bis 1947 dem Bankrat der Zuger Kantonalbank sowie von 1920 bis 1947 dem Verwaltungsrat der Elektrischen Strassenbahnen im Kanton Zug an.
Otto Henggeler war verheiratet mit Maria Ida, der Tochter des Arther Bierbrauers Martin Föry. Er verstarb am 31. Dezember 1947 drei Monate nach Vollendung seines 70. Lebensjahres in Unterägeri.

## Politisches Wirken
Otto Henggeler, Mitglied der Freisinnig-Demokratischen Partei, begann seine politische Laufbahn im Jahr 1908, als er kurze Zeit im Gemeinderat von Unterägeri vertreten war. In weiterer Folge fungierte er von 1913 bis 1920 als Gemeindekassier. Auf kantonaler Ebene amtierte er von 1919 bis 1946 als Leiter der Finanzdirektion im Zuger Regierungsrat. Zudem stand Henggeler der Regierung zwischen 1925 und 1926 sowie 1939 und 1940 als Landammann vor.
Henggeler modernisierte die Staatsfinanzen und zeichnete als einer der Hauptgestalter der Steuergesetze von 1921, 1930 und 1946 mitverantwortlich für die Entstehung des sogenannten Zuger Steuerparadieses.